# 沃利·金尼尔
沃利·金尼尔（英語：Wally Kinnear，1880年12月3日—1974年3月5日），英国男子赛艇运动员。他曾代表英国参加1912年夏季奥林匹克运动会赛艇比赛，获得男子单人双桨金牌。他于1974年因心脏衰竭去世。